# Hugo Glanz von Eicha
Hugo Moritz Joseph Freiherr Glanz von Eicha (* 19. Dezember 1848 in Hermannstadt, Siebenbürgen; † 9. Juni 1915 in Wien) war ein österreichischer Politiker.

## Biografie
Der Beamtensohn Glanz von Eicha wurde zunächst Offizier, studierte dann Jus und trat in den Staatsdienst. 1875–1878 war er an den Handelsverträgen mit Italien beteiligt. Er wurde 1891 Titular-Sektionschef im k.u.k. Ministerium des kaiserlichen und königlichen Hauses und des Äußern und war 1895–1897, von Kaiser Franz Joseph I. ernannt, k.k. Handelsminister im cisleithanischen Ministerium Badeni.
Er trat nach Angaben des vom 
Institut für Neuzeit- und Zeitgeschichtsforschung herausgegebenen Österreichischen Biographischen Lexikons 1815–1950 gegen die 1897 erlassene Sprachenverordnung Badenis auf, war aber einer der fünf Minister, die sie unterzeichneten.
Nach dem Rücktritt des Ministeriums Badeni am 28. November 1897, der am 30. November zur Enthebung aller Minister dieser Regierung durch Franz Joseph I. führte, wurde er Präsident der Anglo-Bank. 1907 wurde er vom Kaiser zum Mitglied des Herrenhauses im österreichischen Reichsrat ernannt.